# Дэвис, Стив
Стив Дэ́вис (англ. Steve Davis; род. 22 августа 1957, Пламстед, Большой Лондон) — английский профессиональный игрок в снукер.
Живёт в городе Брентвуд в графстве Эссекс. Женат, имеет двух сыновей. Стив Дэвис победил в 73 финалах из 102. В возрасте 50 лет он входил в список 16 лучших снукеристов (Топ-16): его рейтинг — 15-й на начало сезона 2007/2008.
Член Зала славы снукера с 2011 года.
Официально завершил карьеру в 2016 году.
В 2016 году вышел фильм «Бильярдная братия» (The Rack Pack). В основу сюжета положены реальные события из жизни двух легендарных игроков в снукер — Алекса Хиггинса и Стива Дэвиса.

## Биография и карьера
В 1986 году в компании Тони Мео, Терри Гриффитса, Денниса Тейлора, Вилли Торна, а также Барри Хирна, принял участие в создании клипа «Snooker Loopy», шуточной песенке про снукер, с группой Chas & Dave.
- Видео «Snooker Loopy»

В сезоне 2003/04 Дэвис не смог пройти стартовые матчи только на чемпионате мира и на Irish Masters. Но прошёл в финал Welsh Open (именно с этого события началась так называемая «вторая волна» карьеры Стива). И хотя он проиграл финал Ронни О’Салливану 8:9, поначалу лидируя во встрече 8:5, финал дал Дэвису возможность остаться в Top-16 и продолжать входить в элиту снукера.
Сезон 2004/05 не был самым удачным для Стива Дэвиса. Ему удалось выйти в четвертьфинал кубка Мальты, где он проиграл Грэму Дотту, 1:5. Удалось дойти ему до 1/8 финала на Гран-при и UK. Самым значимым событием сезона стал четвертьфинал чемпионата мира, где Стива уже давно не видели. В первом раунде он сумел одолеть Джерарда Грина, 10:9, а во втором показал потрясающий снукер. Проигрывая 1:7 Майклу Холту, он выиграл матч — 13:10. Но Шон Мёрфи обыграл Дэвиса в 1/4 — 13:4.
Солидный взлет Дэвиса был в следующем сезоне. Тяжело тренируясь, он вышел в финал UK. А выбил он из сетки Марка Аллена, Стивена Магуайра, Кена Доэрти и Стивена Хендри, но затем со счётом 10:6 его обыграл молодой китайский талант Дин Цзюньхуэй. На чемпионате мира Дэвис вышел во второй раунд, обыграв Энди Хикса 10:4, но опять его остановил Шон Мёрфи, 13:7.
В сезоне 2006/07 Стиву удалось добраться до полуфинала Премьер-лиги, где он уже в который раз проиграл О’Салливану. Затем последовал четвертьфинал UK, где он был побежден Доттом, 6:9. Зато на Welsh Open Стив взял реванш у Грэма и вышел в полуфинал, где проиграл Нилу Робертсону, 3:6. Неудача постигла Дэвиса и на чемпионате мира. Играть ему пришлось с Джоном Пэрротом, который начал восстанавливать свою форму. Проигрывая 1:6, Стив сравнял счёт, а затем, после 6:9, довёл дело до контровой. В решающий момент произошло абсолютно случайное падение битка, что отобрало у Стива победу. 15-е место по итогам сезона и 17-е прогнозируемое — вот, что на данный момент досталось ему.
В дополнение к призам, завоёванным на турнирах различных категорий и уровней, Стив был превосходным послом спорта и в 1989 году был награждён кавалерской степенью Ордена Британской Империи с правом добавить к имени титулование MBE, а в 2001 году — офицерской степенью Ордена Британской Империи (OBE). Сейчас у Стива собственное еженедельное телевизионное шоу, а также он один из популярнейших и любимых комментаторов игры на бильярде для канала BBC.

### Сезон 2009/2010
На чемпионате мира 2010 года Стив впервые за пять лет вышел в 1/4 финала. Участие в турнире он начал с последнего раунда квалификации, где без труда победил Эдриана Ганнэла 10:4. Далее, в 1/16 финала Дэвис встретился с Марком Кингом. С минимальным перевесом (10:9) Дэвис победил. Игра была очень тяжёлой и вязкой. В 1/8 финала Дэвис вышел на действующего чемпиона мира, Джона Хиггинса, который считался безоговорочным фаворитом этого матча — практически все специалисты, а также букмекерские конторы с коэффициентом 1 к 1,04 на победу Хиггинса и 25 к 1 на победу Дэвиса, предрекали победу Хиггинсу. Однако первая сессия матча с Хиггинсом закончилась со счётом 6:2, вторая 9:7 в пользу Дэвиса, что уже было неожиданностью. В третьей сессии Хиггинс немного улучшил свою игру и сравнял счёт — 11:11, но в 23-м фрейме наступила кульминация. При счете 12:11 Дэвис выполнил выдающийся удар — забил даблом коричневый и одновременно подбил синий, который был на плохой позиции и вывел биток на ударную позицию (см. видео youtu.be/SVCTtYi55m4)
Дэвису после этого осталось только выиграть матч. Впоследствии он признался, что эта победа уступает только его победе над Ронни О’Салливаном в финале турнира Мастерс в 1997 году. 

В 1/4 финала Стив встретился с будущим чемпионом мира Нилом Робертсоном. Вероятно, матч с Хиггинсом забрал у него все силы, и Стив практически без борьбы проиграл ему со счётом 5:13, хотя и сделал свой второй на турнире, а также и в сезоне, сенчури брейк. Весь зал встречал и провожал Стива Дэвиса стоя.
По итогам сезона он занял 22 место в официальном рейтинге.

## Победы в турнирах

### Рейтинговые турниры
- Чемпионат мира (1981, 1983, 1984, 1987, 1988, 1989)
- Jameson International (1983, 1984)
- Fidelity Unit Trusts International (1987, 1988)
- BCE International (1989)
- Чемпионат Великобритании (1984—1987)
- Lada Classic (1984)
- Mercantile Credit Classic (1987, 1988, 1992)
- Гран-при (1985, 1988, 1989)
- British Open (1986, 1993)
- Asian Open (1992)
- European Open (1992)
- Welsh Open (1994, 1995)

### Другие турниры
- Мастерс (1982, 1988, 1997)
- Scottish Masters (1982, 1983, 1984)
- Jameson International (1981)
- Irish Masters (1983, 1984, 1987, 1988, 1990, 1991, 1993, 1994)
- Pot Black Cup (1982, 1983, 1991)
- Чемпионат Великобритании (1980, 1981)[5]
- Thailand Masters (1992)
- Canadian Masters (1986)
- China International (1998)
- Scottish Masters (1982, 1983, 1984)
- Чемпионат Англии среди профессионалов (1981, 1985)
- British Open (1981, 1982, 1984)[6]
- Wilsons Classic (1981)
- Lada Classic (1983)
- Pontins Professional (1982)
- Tolly Cobbold Classic (1982, 1983, 1984)
- Hong Kong Masters (1984, 1987)
- Camus China Masters (1986/87)
- Matchroom League (1987, 1988, 1989, 1990)
- Matchroom Professional (1989)
- Australian Masters (1986)
- World Matchplay (1988)
- European Grand Prix (1989)
- European Challenge (1991)
- World Series (1992)
- Belgian Challenge (1992)
- Red Bull Champions Super League (1998)
- Norwich Union Grand Prix (1989)
- Singapore Masters (1985)
- Continental Airlines London Masters (1990/91)

### Групповые победы
- Чемпионат мира в парном разряде (1982, 1983, 1985, 1986 — все с Тони Мео)
- Кубок мира (в составе команды Англии) (1981, 1983, 1988, 1989)
- World Masters (с Эллисон Фишер) (1991)

### Другие соревнования
- Чемпионат мира по артистическому снукеру (1994, 1995, 1997)

## Места в мировой табели о рангах
| Сезон                 | Место |
| --------------------- | ----- |
| 1978/79               | Дебют |
| 1979/80               | 18    |
| 1980/81               | 13    |
| 1981/82               | 2     |
| 1982/83               | 4     |
| 1983/84               | 1     |
| 1984/85               | 1     |
| 1985/86               | 1     |
| 1986/87               | 1     |
| 1987/88               | 1     |
| 1988/89               | 1     |
| 1989/90               | 1     |
| 1990/91               | 2     |
| 1991/92               | 2     |
| 1992/93               | 4     |
| 1993/94               | 4     |
| 1994/95               | 2     |
| 1995/96               | 2     |
| 1996/97               | 10    |
| 1997/98               | 13    |
| 1998/99               | 14    |
| 1999/00               | 15    |
| 2000/01               | 17    |
| 2001/02               | 21    |
| 2002/03               | 25    |
| 2003/04               | 11    |
| 2004/05               | 13    |
| 2005/06               | 15    |
| 2006/07               | 11    |
| 2007/08               | 15    |
| 2008/09               | 29    |
| 2009/10               | 23    |
| 2010/11               | 22    |
| 2010/11. 1-й пересчёт | 31    |
| 2010/11. 2-й пересчёт | 41    |
| 2010/11. 3-й пересчёт | 40    |
| 2011/12               | 44    |
| 2011/12. 1-й пересчёт | 43    |
| 2011/12. 2-й пересчёт | 43    |
| 2011/12. 3-й пересчёт | 37    |